# كريستيان نيخت
كريستيان نيخت (بالألمانية: Kristian Nicht)‏ (3 أبريل 1982 بينا في ألمانيا - ) هو لاعب كرة قدم ألماني في مركز حراسة المرمى. لعب مع ألمانيا آخن وإمباكت مونتريال وشتوتغارت كيكرز وكارل زايس يينا ونادي فيكينغ ونادي كارلسروه ونادي نورنبرغ وRochester Rhinos ‏ وإندي إليفن وMinnesota United FC (2010–2016) ‏.

## وصلات خارجية
- كريستيان نيخت على موقع الدوري الأمريكي (الإنجليزية)
- كريستيان نيخت على موقع قاعدة بيانات كرة القدم.إي يو (الإنجليزية)
- كريستيان نيخت على موقع بيانات كرة القدم. دي إي (الألمانية)
- كريستيان نيخت على موقع Soccerway.com (الإنجليزية)
- كريستيان نيخت على موقع عالم كرة القدم.نت (الإنجليزية)